# 松福
松福（1795年—？），字雪莊，号六皆、謙吉，巴鲁特氏，蒙古正蓝旗人。嘉庆戊寅举人，道光壬午进士。后任礼部员外郎。

## 家庭
- 曾祖成德，曾祖母博爾可氏。
- 祖明玉，祖母博爾騰氏。
- 父和奉额，母佟佳氏。
- 嫡妻胡魯古斯氏；继妻马佳氏，镶黄旗满洲云南按察使岳慶之女。
- 堂弟柏葰，道光丙戌进士，文渊阁大学士；
- 胞兄松壽，嘉庆戊寅举人，广东知州；
- 胞弟松瑞，内阁中书、张家口游牧主事；
- 堂妹巴魯特氏，道光丙戌进士、协办大学士麟魁三继妻；
- 女儿巴魯特氏，奉恩将军英奎嫡妻；[2]道光丙午举人、郎中宗室豫灝嫡妻。[3]